# Katissa delicatula
Katissa delicatula är en spindelart som först beskrevs av Banks 1909.  Katissa delicatula ingår i släktet Katissa och familjen spökspindlar.
Artens utbredningsområde är Costa Rica. Inga underarter finns listade i Catalogue of Life.